# یان سیمرینک
 یان سیمرینک (انگلیسی: Jan Siemerink؛ زاده ۱۴ آوریل ۱۹۷۰) یک تنیس‌باز اهل هلند است.